# Нінчен
41°35′38″ пн. ш. 119°19′58″ сх. д. / 41.59381° пн. ш. 119.33287° сх. д.
Нінчен (кит. 宁城县, пін. Níngchéng Xiàn) — один із повітів КНР у складі префектури Чифен, Внутрішня Монголія. Адміністративний центр — містечко Тяньї.

## Географія
Нінчен у середньому лежить на висоті близько 540 метрів над рівнем моря, на півдні переходить у гори Нулуерху.

### Клімат
Повіт знаходиться у зоні, котра характеризується вологим континентальним кліматом з теплим літом. Найтепліший місяць — липень із середньою температурою 23,5 °C. Найхолодніший місяць — січень, із середньою температурою -11,2 °С.
| Клімат повіту Нінчен                               | Клімат повіту Нінчен | Клімат повіту Нінчен | Клімат повіту Нінчен | Клімат повіту Нінчен | Клімат повіту Нінчен | Клімат повіту Нінчен | Клімат повіту Нінчен | Клімат повіту Нінчен | Клімат повіту Нінчен | Клімат повіту Нінчен | Клімат повіту Нінчен | Клімат повіту Нінчен | Клімат повіту Нінчен |
| Показник                                           | Січ.                 | Лют.                 | Бер.                 | Квіт.                | Трав.                | Черв.                | Лип.                 | Серп.                | Вер.                 | Жовт.                | Лист.                | Груд.                | Рік                  |
| Середній максимум, °C                              | −2,7                 | 1,7                  | 8,7                  | 17,3                 | 24,1                 | 27,7                 | 29,3                 | 28,1                 | 23,8                 | 16,2                 | 5,9                  | −1,2                 | 14,9                 |
| Середня температура, °C                            | −11,2                | −6,7                 | 1,1                  | 10                   | 17,2                 | 21,3                 | 23,5                 | 21,8                 | 16,1                 | 8,3                  | −1,6                 | −9                   | 7,6                  |
| Середній мінімум, °C                               | −18                  | −13,7                | −6                   | 2,8                  | 10                   | 15,2                 | 18,2                 | 16,2                 | 9,2                  | 1,6                  | −7,5                 | −15,3                | 1,1                  |
| Норма опадів, мм                                   | 1.1                  | 1.8                  | 6.3                  | 22.6                 | 45.7                 | 80.8                 | 119.3                | 84.8                 | 36.9                 | 24.2                 | 7.9                  | 1.3                  | 432.7                |
| Вологість повітря, %                               | 50                   | 44                   | 39                   | 40                   | 45                   | 61                   | 72                   | 74                   | 66                   | 57                   | 54                   | 52                   | 55                   |
| -------------------------------------------------- | -------------------- | -------------------- | -------------------- | -------------------- | -------------------- | -------------------- | -------------------- | -------------------- | -------------------- | -------------------- | -------------------- | -------------------- | -------------------- |
| Джерело: Дані метеостанції №54320 (КНР, 1991-2020) |                      |                      |                      |                      |                      |                      |                      |                      |                      |                      |                      |                      |                      |